# Arizona State Route 261
Die Arizona State Route 261 (kurz AZ 261) ist eine State Route im US-Bundesstaat Arizona, die in Nord-Süd-Richtung verläuft.
Die State Route beginnt an der Arizona State Route 273 am Crescent Lake und endet nach 29 Kilometern westlich von Eagar an der Arizona State Route 260. Nach etwa 16 Kilometern passiert die AZ 261 im Westen den Mexican Hay Lake. Die Straße verläuft durch den Apache-Sitgreaves National Forest und dient als Anbindung von Eagar und Springerville an die White Mountains sowie den Big Lake.